# Kai Tegethoff
Kai Rasmus Tegethoff (ur. 19 lipca 1984 w Kolonii) – niemiecki polityk, inżynier i samorządowiec, deputowany do Parlamentu Europejskiego X kadencji.

## Życiorys
W latach 2004–2007 studiował filozofię i ekonomię na Uniwersytecie w Bayreuth. W 2014 ukończył studia z inżynierii lądowej w Hochschule Trier. Od 2014 do 2021 był badaczem kolejno na Uniwersytecie Technicznym w Kaiserslautern i Uniwersytecie Technicznym w Brunszwiku.
Zaangażował się w działalność polityczną w ramach ruchu Volt Deutschland, należącego do paneuropejskiej organizacji Volt Europa. W 2021 wybrany do rady miejskiej Brunszwiku. Otrzymał trzecie miejsce na liście partyjnej w wyborach do Parlamentu Europejskiego w 2024. W wyniku głosowania z czerwca tegoż roku został wybrany do Europarlamentu X kadencji.